# 이즈마일롭스코예 자치구
이즈마일롭스코예 자치구(러시아어: Измайловское)는 아드미랄테이스키 구에 위치한 자치구이다.